# Montignac-Methode
Die Montignac-Methode, benannt nach ihrem Erfinder Michel Montignac (1944–2010), ist ein Ernährungsprinzip, das die Gesundheit fördern und zur Gewichtsreduzierung beitragen soll. Obwohl der Erfinder die Bezeichnung Diät ablehnte, kann die Methode per definitionem als solche bezeichnet werden. Sie wird von ihren Befürwortern als Dauerernährung empfohlen. Sie enthält Elemente der Glyx-Diät, aber auch der Trennkost und von Low-Carb.

## Das Prinzip
Weder auf Eiweiß, Fett noch Kohlenhydrate soll bei der Montignac-Methode generell verzichtet werden. Allerdings werden Kohlenhydrate in „gute“ und „schlechte“ eingeteilt, wobei die schlechten zu meiden sind. Die Einteilung nach „schlechten“, „guten“ und „sehr guten“ Kohlenhydraten erfolgt anhand eines Glykämischen Index, der angibt, wie viel Prozent des Stärkegehaltes des Nahrungsmittels tatsächlich ins Blut gelangt, wobei Glukose – mit 100 % Aufnahme – als Maßstab dient. Je höher der GI, desto höher steigt der Blutzuckerspiegel an und desto mehr Insulin wird freigesetzt. Einige Werte sind zusammengefasst in einer GI-Liste. Zudem gilt es, auf die aus Sicht der Montignac-Methode „richtige“ Kombination von Kohlenhydraten mit fetthaltigen Lebensmitteln zu achten. Fett soll nämlich den GI senken, ebenso Ballaststoffe. Aber auch die Zubereitung spiele eine Rolle.
Einen hohen GI haben demnach zum Beispiel Traubenzucker, Weißbrot und gekochte Karotten, einen mittleren GI Vollkornbrot, Haferflocken und Obst, einen niedrigen viele Gemüsearten und Hülsenfrüchte, aber auch Fette.

## Einige Montignac-Regeln
1. so genannte sehr gute Kohlenhydrate (GI bis 35) dürfen mit einer beliebigen Menge an Eiweiß und Fett kombiniert werden
2. gute Kohlenhydrate (GI von 35–50) sollte man nicht mit Fett kombinieren. Ausnahmen sind geringe Mengen an einfach und mehrfach ungesättigten Fettsäuren, wie pflanzliche Öle (z. B. auf dem Salat) oder Fisch (z. B. Thunfisch oder Lachs)
3. schlechte Kohlenhydrate (GI von 50–100) sollte man weglassen, da sie zur Gewichtszunahme führen

## Montignacs Theorie
Montignac geht davon aus, dass für die Gewichtszunahme vor allem die übermäßige Ausschüttung von Insulin entscheidend ist. Die dadurch bewirkte Hypoglykämie habe einen wesentlichen Anteil an der Fetteinlagerung, da sie für den Körper ein Signal von Nahrungsmangel ist, auf das dieser mit Fetteinlagerung reagiere. Ist dagegen der Insulin-Spiegel konstant niedrig, wird die aufgenommene Nahrung vollständig verbrannt – Fett kann abgebaut werden. Aus Montignacs Sicht besteht ein Problem der typischen Ernährungsgewohnheiten in den Industrieländern darin, dass viele Lebensmittel, da sie große Mengen von Zucker, vor allem Glukose und Saccharose enthalten, den Blutzuckerspiegel zu schnell und zu stark erhöhen. Das führe wiederum zu einer raschen Ausschüttung von Insulin. Außerdem würden im Laufe der landwirtschaftlichen Industrialisierung viele Lebensmittel wegen höherer Erträge und einfacheren Anbaus genetisch so verändert, dass sich ihr Ernährungswert verschlechterte.

So erhöhten neben Zucker auch eine Reihe anderer Lebensmittel den Blutzuckerspiegel so stark und schnell (was wiederum zur raschen Ausschüttung von Insulin führe), dass man sie aus Sicht der Montignac-Methode zu den schlechten Kohlenhydraten zählt. Diese seien daher zu meiden:
- Zucker
- Mais (der ursprüngliche indianische Mais wäre gut)
- Kartoffeln („verzüchtet“)
- geschälter Reis (Ausnahmen: Wildreis und Basmatireis)
- Weißmehl (und Folgeprodukte)
- gekochte Karotten (beim Kochen werden die guten Kohlenhydrate angeblich schlecht). Die langkettigen Kohlenhydratverbindungen der Karotten werden beim Kochen zu kurzkettigen Verbindungen (Glukose) aufgespalten, die den Blutzuckerspiegel höher ansteigen lassen als die ursprüngliche Verbindung.
- Bier (enthält Maltose, die noch schlechter als Zucker sei)

Die Aufgabe der Bauchspeicheldrüse ist es, den Blutzuckerspiegel zu regulieren. Dazu produziert sie die Hormone Insulin und Glucagon. Bei einem starken Anstieg des Blutzuckerspiegels wird viel Insulin von der Bauchspeicheldrüse produziert, um den Blutzuckerspiegel wieder zu verringern. Die Aufnahme von schlechten Kohlenhydraten (siehe oben) und ein hoher Glykämischer Index führen laut Montignac zu einem Zustand der Hyperglykämie (hoher Blutzuckerwert), der in der Folge bei vielen Menschen zu einem Zustand der Hypoglykämie (Unterzucker) führe. Das sind Erkenntnisse aus der Diabetes-Forschung, die den GI überhaupt erst wissenschaftlich einführte.
Nimmt man häufig und in großer Menge schlechte Kohlenhydrate zu sich, ist die Bauchspeicheldrüse stark beansprucht, weil sie häufig viel und schnell Insulin produzieren muss. Bei einigen Menschen gerät die Insulin-Ausschüttung außer Kontrolle und es wird selbst bei geringer Kohlenhydrat-Zufuhr übermäßig viel Insulin produziert (Hyperinsulinismus). Bei funktionierendem Stoffwechsel werden auch hohe Blutzuckerwerte vom Körper reguliert.
Durch die hohe Insulinausschüttung kommt es bei Diabetikern zu einer Insulinresistenz, d. h., sie reagieren nicht mehr richtig auf das Insulin und der Blutzuckerspiegel kann nicht abgesenkt werden. Das führt zu einer weiteren Verstärkung der Insulinausschüttung.
Auf den Erkenntnissen aufbauend, dass Adipositas immer mit Hyperinsulinismus einhergeht und dass Insulin an der Einlagerung von Fett (Lipogenese) beteiligt ist, stellte Montignac die These auf, dass der Hyperinsulinismus die Ursache und nicht die Folge der Adipositas darstelle.
Aus diesen Annahmen erklären sich die Grundregeln der Montignac-Methode:
1. Isst man überwiegend oder ausschließlich „sehr gute“ Kohlenhydrate, wird der Blutzuckerspiegel wenig erhöht und damit wenig Insulin produziert. Somit kann aufgenommenes Fett kaum als Speicherfett eingelagert werden.
2. Bei „guten“ Kohlenhydraten, die Blutzucker- und Insulinspiegel erhöhen, darf man nur wenig Fett zu sich nehmen, denn das kann eingelagert werden.
3. Bei „schlechten“ Kohlenhydraten kommt es zu einer starken Insulin-Produktion. So kann kein Fett abgebaut werden, sondern es wird neues Speicherfett eingelagert.

Neben der angestrebten Gewichtsabnahme zielt die Methode vor allem darauf, eine „gestresste“ Bauchspeicheldrüse zur Ruhe kommen zu lassen. Montignac nimmt für sich in Anspruch, als erster Autor den GI als Basis für eine Ernährungsmethode genutzt zu haben.
Montignac-Anhänger empfehlen, die schlechten Kohlenhydrate ganz wegzulassen. Dazu benötigt man allerdings Informationen zur Blutzucker steigernden Wirkung der einzelnen Bestandteile der täglichen Nahrung, die jeweils aus Tabellen entnommen werden müssen.

## Zwei Phasen der Diät
Montignac gliedert seine Diät in zwei Phasen. In der ersten geht es darum, Gewicht zu verlieren und die Funktion der Bauchspeicheldrüse zu normalisieren. In der zweiten Phase soll das Gewicht dann stabilisiert werden. In der ersten Phase dürfen nur Lebensmittel mit niedrigem GI gegessen werden, also keine Kartoffeln, kein geschälter Reis und keine hellen Nudeln; für Fette und Proteine gibt es keine Beschränkungen. In der zweiten Phase gibt es mehr Ausnahmen, so sind zum Beispiel hin und wieder Kartoffeln erlaubt. Ausnahmen sollten jedoch nach Möglichkeit durch den Verzehr besonders günstiger Lebensmittel während derselben Mahlzeit ausgeglichen werden.

## Kritik
- Die Ernährung enthält nach Ansicht vieler Ernährungswissenschaftler zu viel Fett und zu viel Eiweiß. Der Proteinanteil liegt im Schnitt bei 30 Prozent, empfohlen werden sonst maximal 20 Prozent. Der Fettanteil liegt bei rund 31 Prozent. In den neueren Büchern zur Montignac-Methode empfiehlt Montignac eine Fettreduktion und vor allem die Wahl von „guten“ Fetten (mit ungesättigten Fettsäuren). Der Kohlenhydratanteil liegt nur bei 40 Prozent, bei „normaler“ Mischkost aber bei 50 bis 60 Prozent.
- Der Glykämische Index (GI) kann nach Ansicht von Medizinern nicht isoliert betrachtet werden, da die Wirkung von Lebensmitteln auf den Blutzucker durch viele Einflüsse verändert wird. Auch die individuellen Schwankungen sind sehr hoch, so dass jede Tabelle nur Anhaltspunkte liefert. Die meisten Lebensmittel werden auch nicht isoliert gegessen, sondern zusammen mit anderen, wodurch sich der GI verändert; die Werte könnten nicht einfach addiert werden.
- Es wird kritisiert, dass einige Lebensmittel mit hohem GI (gekochte Karotte, Melone) vom Speiseplan gestrichen sind, obwohl sie so wenig Kohlenhydrate enthalten, dass ihr Einfluss auf den Blutzuckerspiegel minimal ist. Dies offenbare eine mangelhafte Reflexion der konzeptionellen Schwäche des GI selbst, der auf einer fixen Kohlenhydrat-Menge, aber nicht auf einer üblichen Verzehrmenge der Lebensmittel basiert. Montignac hat auf diese Kritik reagiert; in einem seiner neueren Bücher, „Die neue Trendkost“, nimmt die glykämische Last schon einen zentralen Platz ein.
- Die meisten Ernährungswissenschaftler sind der Ansicht, auch Fett und Eiweiß spielten für die Gewichtszunahme eine wichtige Rolle, ebenso die Energiezufuhr (siehe: physiologischer Brennwert von Lebensmitteln). Wird mehr Energie aufgenommen als verbraucht, steigt das Gewicht – völlig unabhängig vom GI. Der Zusammenhang von Energieverbrauch und Gewichtszu- bzw. -abnahme wird jedoch von Michel Montignac entschieden bestritten und als zentraler Irrtum der Ernährungswissenschaften dargestellt.
- Die Anwendung der Methode erfordert von den Anwendern eine genaue Kenntnis der Zusammensetzung ihrer Nahrung, die Methode ist daher als eine für typische Anwender komplizierte Methode anzusehen. Montignac selbst betont immer wieder, dass ein Verstehen der Prinzipien seiner Methode für den Erfolg unerlässlich sei. Trotzdem kann man dem entgegenhalten, dass es eine recht einfache Faustregel gibt, was nach seiner Methode als günstig angesehen werden kann: möglichst naturbelassene Nahrungsmittel (z. B. Vollkorn) unter Vermeidung von Zucker, Kartoffeln, Mais und übermäßigem Alkoholkonsum.

## Ähnliche Ansätze
- Die Glyx-Diät beruht auf den gleichen Prinzipien wie die Montignac-Methode. Neben dem Glykämischen Index werden allerdings auch die Inhaltsstoffe in die Bewertung mit aufgenommen. Dadurch sind auf dem Speiseplan der Glyx-Diät mehr Lebensmittel zu finden als bei Montignac.
- Die LOGI-Methode achtet mehr auf die Glykämische Last und nutzt als Richtlinie für die Ernährung die LOGI-Ernährungs-Pyramide, die nach Studien der Harvard-Universität entwickelt wurde.
- Die von Detlef Pape entwickelte Insulin-Trennkost versucht den Insulinspiegel möglichst niedrig zu halten, damit der Abbau von Körperfett nicht behindert wird.